# NGC 3457
NGC 3457 (NGC 3460) je spiralna galaktika u zviježđu Lavu. Naknadno je utvrđeno da je to ista galaktika kao i NGC 3460.

## Vanjske poveznice
- (eng.) SEDS: NGC 3457
- (eng.) Revidirani Novi opći katalog
- (eng.) Izvangalaktička baza podataka NASA-e i IPAC-a
- (eng.) Astronomska baza podataka SIMBAD
- (eng.) VizieR